# Palaia misèries
La palaia misèries (Phrynorhombus regius) és un peix teleosti de la família dels escoftàlmids i de l'ordre dels pleuronectiformes.

## Morfologia
- Pot arribar als 20 cm de llargària total.[2]
- El cos és deprimit, oval i llarg.
- La línia lateral apareix a les dues cares.
- Els ulls es troben a l'esquerra, són grossos i es troben a la mateixa alçada separats per una protuberància òssia.
- La boca és terminal i ampla.
- La mandíbula inferior és prominent.
- L'aleta dorsal comença per davant els ulls i el primer radi és el més llarg de tots.
- La caudal és rodona.
- La cara ocular és de color marró vermell amb taques de distintes tonalitats, també presents a les aletes.
- Presenta color mimètics amb l'entorn.[3]

## Reproducció
Té lloc durant la primavera en el Mediterrani.

## Alimentació
Menja cucs i crustacis.

## Hàbitat
És bentònic de fons sorrencs i fangosos, on s'enterra. Els joves són més costaners que els adults, que poden arribar als 300 m de fondària.

## Distribució geogràfica
Es troba a les costes de l'Atlàntic nord-oriental (des de les Illes Britàniques fins al Marroc), al Mediterrani occidental i a la mar Adriàtica.